# Hellegat (Niel)
Hellegat is een gehucht in de Belgische gemeente Niel, in de provincie Antwerpen. Hellegat is gelegen in het zuiden van de gemeente aan de Rupel en grenst aan de gemeente Boom.

## Toponymie
De naam Hellegat is vermoedelijk enerzijds ontleend aan Hella, godin van de onderwereld. Het suffix -gat anderzijds heeft de betekenis "opening" of "toegang tot iets" (bijvoorbeeld een veld, omheining, afsluiting etc.), daarnaast werd het in de oude taal ook gebruikt als monding van een kleinere rivier of beek in een grotere. In het geval van het Hellegat wordt deze stelling geografisch bekrachtigd door de monding van de Hellebeek aan de overkant van de Rupel in deze rivier.

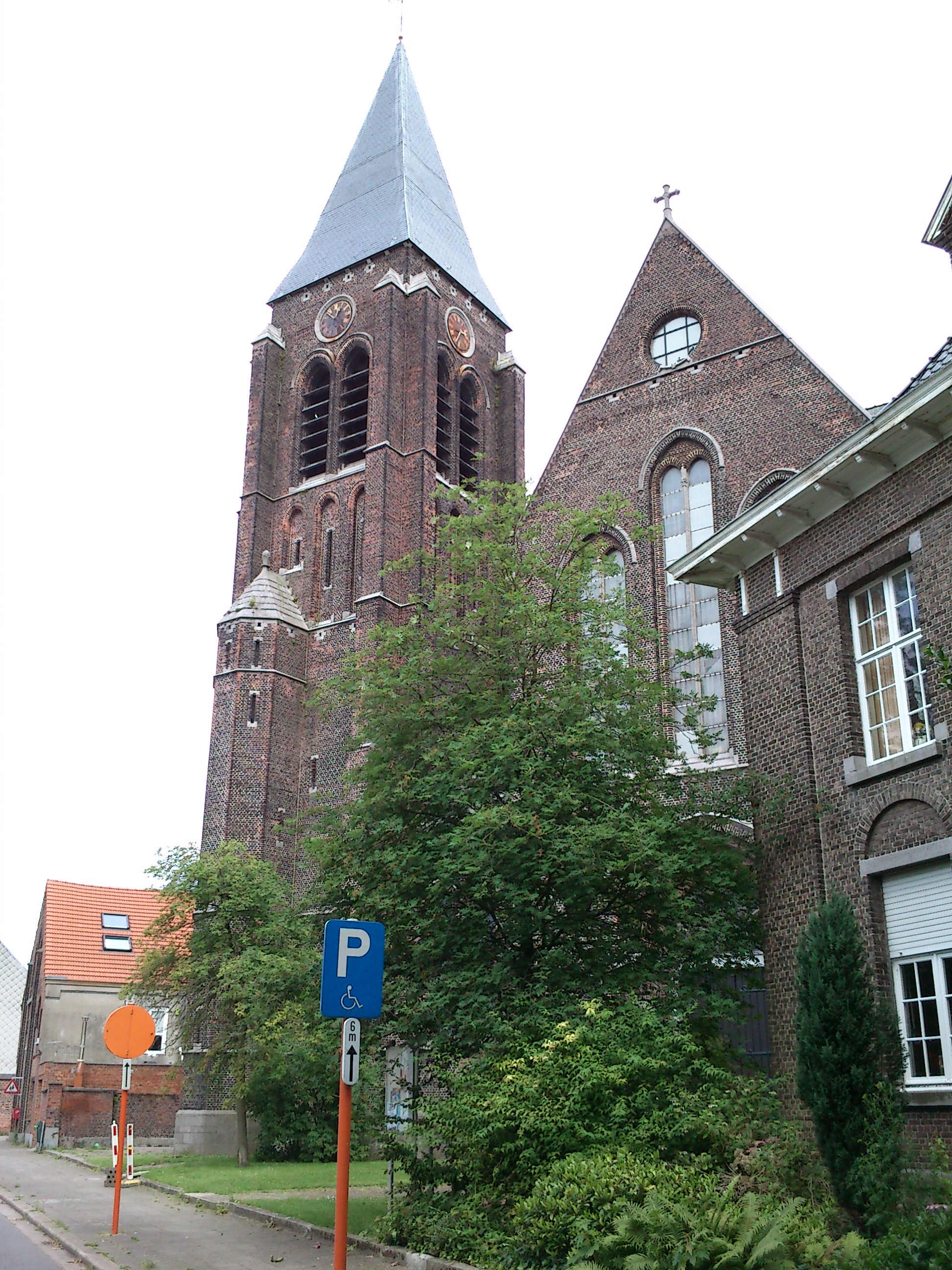
De Sint-Jozefskerk

Verschillende bronnen stellen daarnaast dat dit toponiem mogelijk een taalkundige echo kan zijn uit de periode dat de Vikingen opereerden op de Belgische waterlopen. Zij stellen immers dat er een etymologische band bestaat tussen dit Nederlandse woord, het Engelse gate (betekenis: "poort, toegang") en ten slotte het Scandinavische gate (betekenis: "straat, weg").

## Geografie
De oude woonkern, die voornamelijk bestaat uit arbeidershuizen, is ontstaan rond de steenbakkerijen die langs de rivier gelegen waren. De oude verlaten kleiputten zijn nu omgevormd tot een natuurreservaat, Walenhoek genaamd.

## Bezienswaardigheden
- de Sint-Jozefskerk uit het begin van de 20e eeuw
- het Hof van Mouriau, een kasteeltje omstreeks 1850 gebouwd door een eigenaar van een aldaar gelegen steenbakkerij, in Louis-Philippestijl.

## Cultuur

### Film
- De speelfilm Hellegat uit 1980 van regisseur Patrick Lebon met in de hoofdrollen An Nelissen en Frank Aendenboom laat de problemen zien van een aantal arbeidersgezinnen in deze woonkern na de teloorgang van de steenbakkerijen.
- De buitenopnamen van de speelfilm Koko Flanel zijn grotendeels in Hellegat gebeurd.

### Strip
- Verder speelt het Suske en Wiske-stripverhaal De hellegathonden zich in Hellegat gedeeltelijk af.

## Nabijgelegen kernen
Niel, Boom